# Passa Tempo
Passa Tempo é um município brasileiro do estado de Minas Gerais. Sua população recenseada em 2022 era de 8 473 habitantes.